# Bobby Wanzer
Robert Francis "Bobby" Wanzer, també conegut com a "Hooks" Wanzer (Brooklyn, Nova York, 4 de juny de 1921 - Pittsford, Nova York, 23 de gener de 2016) va ser un jugador de bàsquet nord-americà que va jugar durant 9 temporades en l'NBA, totes elles en els Rochester Royals equip en el qual també va exercir de jugador-entrenador les dues últimes temporades en actiu, i posteriorment només entrenador de la mateixa franquícia, ja amb seu a Cincinnati. Amb 1,83 metres d'alçada, jugava en la posició de base. Va ser el primer jugador de l'NBA en obtenir una mitjana de més d'un 90% en tirs lliures en una temporada. Va ser triat pel Basketball Hall of Fame el 1987.

## Trajectòria esportiva

### Universitat
Va començar la seva marxa universitària jugant amb els Raiders de la Universitat de Colgate, per posteriorment fer-ho amb els Pirates de la Universitat de Seton Hall. El 1987 la seva samarreta va ser retirada com a homenatge per aquesta última universitat.

### Professional
Va ser triat en la desena posició del Draft de l'NBA de 1948 per Rochester Royals, quan la lliga es denominava encara BAA. Allí va romandre durant tota la seva carrera com a jugador. En 1951 va guanyar el seu únic anell de campió de l'NBA, després de derrotar els New York Knicks per 4-3.
Va ser triat en tres ocasions en el segon millor quintet de la lliga, i en altres cinc per participar en l'All-Star Game. entre 1951 i 1954 va aparèixer entre els 10 millors anotadors de la lliga. Es va retirar en finalitzar la temporada 1956-57, després d'obtenir una mitjana de 12,2 punts 4,5 rebots i 3,2 assistències per partit.

#### Estadístiques en l'NBA

##### Temporada regular
| Temporada | Edat | Equip            | Lliga | Pos. | P    | TIT | MIN  | TC  | TCA  | %TC  | 3P | 3PA | %3P | TL  | TLA | %TL  | R.of. | R.DEF. | REB | ASIS | ROB | TAP | PER | FP  | PTS  |
| 1948-49   | 27   | Rochester Royals | BAA   | SG   | 60   |     |      | 3.4 | 8.9  | .379 |    |     |     | 3.5 | 4.2 | .823 |       |        |     | 3.1  |     |     |     | 2.2 | 10.2 |
| 1949-50   | 28   | Rochester Royals | NBA   | SG   | 67   |     |      | 3.8 | 9.2  | .414 |    |     |     | 4.2 | 5.2 | .806 |       |        |     | 3.2  |     |     |     | 1.5 | 11.8 |
| 1950-51   | 29   | Rochester Royals | NBA   | SG   | 68   |     |      | 3.7 | 9.2  | .401 |    |     |     | 3.4 | 4.0 | .850 |       |        | 3.4 | 2.7  |     |     |     | 1.9 | 10.8 |
| 1951-52   | 30   | Rochester Royals | NBA   | SG   | 66   |     | 37.8 | 5.0 | 11.7 | .425 |    |     |     | 5.7 | 6.3 | .904 |       |        | 5.0 | 4.0  |     |     |     | 3.0 | 15.7 |
| 1952-53   | 31   | Rochester Royals | NBA   | SG   | 70   |     | 36.8 | 4.5 | 12.4 | .367 |    |     |     | 5.5 | 6.8 | .812 |       |        | 5.0 | 3.6  |     |     |     | 2.9 | 14.6 |
| 1953-54   | 32   | Rochester Royals | NBA   | SG   | 72   |     | 35.3 | 4.5 | 11.6 | .386 |    |     |     | 4.4 | 5.9 | .734 |       |        | 5.4 | 3.5  |     |     |     | 2.4 | 13.3 |
| 1954-55   | 33   | Rochester Royals | NBA   | SG   | 72   |     | 33.0 | 4.5 | 11.4 | .395 |    |     |     | 4.1 | 5.2 | .786 |       |        | 5.2 | 3.4  |     |     |     | 2.3 | 13.1 |
| 1955-56   | 34   | Rochester Royals | NBA   | SG   | 72   |     | 27.5 | 3.4 | 9.0  | .376 |    |     |     | 3.6 | 5.0 | .719 |       |        | 3.8 | 3.1  |     |     |     | 2.1 | 10.4 |
| 1956-57   | 35   | Rochester Royals | NBA   | SG   | 21   |     | 7.6  | 1.1 | 2.3  | .469 |    |     |     | 1.7 | 2.2 | .783 |       |        | 1.2 | 0.4  |     |     |     | 1.0 | 3.9  |
| Total     |      |                  | TOTAL | 568  | 32.5 |     |      | 4.0 | 10.2 | .393 |    |     |     | 4.2 | 5.2 | .802 |       |        | 4.5 | 3.2  |     |     |     | 2.2 | 12.2 |
|           |      |                  | NBA   | 508  | 32.5 |     |      | 4.1 | 10.3 | .395 |    |     |     | 4.3 | 5.4 | .801 |       |        | 4.5 | 3.2  |     |     |     | 2.3 | 12.4 |
|           |      |                  | BAA   | 60   |      |     |      | 3.4 | 8.9  | .379 |    |     |     | 3.5 | 4.2 | .823 |       |        |     | 3.1  |     |     |     | 2.2 | 10.2 |

##### Desempats
| Temporada | Edat | Equip            | Lliga | Pos. | P  | TIT | MIN  | TC  | TCA  | %TC  | 3P | 3PA | %3P | TL  | TLA | %TL  | R.of. | R.DEF. | REB | ASIS | ROB | TAP | PER | FP  | PTS  |
| 1949-50   | 28   | Rochester Royals | NBA   |      | 2  |     |      | 4.0 | 8.5  | .471 |    |     |     | 5.5 | 6.5 | .846 |       |        |     | 2.0  |     |     |     | 3.5 | 13.5 |
| 1950-51   | 29   | Rochester Royals | NBA   |      | 14 |     |      | 4.1 | 8.6  | .471 |    |     |     | 4.4 | 4.8 | .910 |       |        | 5.1 | 4.2  |     |     |     | 3.2 | 12.5 |
| 1951-52   | 30   | Rochester Royals | NBA   | SG   | 6  |     | 41.5 | 5.5 | 12.8 | .429 |    |     |     | 7.8 | 8.2 | .959 |       |        | 6.3 | 3.2  |     |     |     | 3.8 | 18.8 |
| 1952-53   | 31   | Rochester Royals | NBA   | SG   | 3  |     | 38.7 | 4.7 | 12.3 | .378 |    |     |     | 7.7 | 9.0 | .852 |       |        | 7.0 | 3.0  |     |     |     | 4.3 | 17.0 |
| 1953-54   | 32   | Rochester Royals | NBA   | SG   | 6  |     | 40.8 | 5.0 | 12.3 | .405 |    |     |     | 6.0 | 7.3 | .818 |       |        | 5.8 | 4.3  |     |     |     | 3.0 | 16.0 |
| 1954-55   | 33   | Rochester Royals | NBA   | SG   | 3  |     | 33.3 | 5.3 | 11.7 | .457 |    |     |     | 7.3 | 8.0 | .917 |       |        | 7.0 | 2.7  |     |     |     | 2.7 | 18.0 |
| Total     |      |                  | TOTAL |      | 38 |     | 39.4 | 4.5 | 10.6 | .425 |    |     |     | 5.6 | 6.3 | .880 |       |        | 5.8 | 3.5  |     |     |     | 3.2 | 14.6 |
|           |      |                  | NBA   |      | 34 |     | 39.4 | 4.6 | 10.6 | .438 |    |     |     | 5.9 | 6.6 | .893 |       |        | 5.8 | 3.7  |     |     |     | 3.4 | 15.2 |
|           |      |                  | BAA   |      | 4  |     |      | 3.3 | 10.3 | .317 |    |     |     | 3.0 | 4.3 | .706 |       |        |     | 2.3  |     |     |     | 2.3 | 9.5  |

### Entrenador
En els seus dues últimes temporades com a jugador també es va fer càrrec del lloc d'entrenador. Una vegada va haver penjat les botes, va seguir en les banquetes de l'equip, ja com Cincinnati Royals, durant una temporada i mitja més, sent destituït poc després de començar la temporada 1959-60 després de començar amb un balanç de 3 victòries en els seus primers 18 partits.

#### Estadístiques com a entrenador
Aquestes són les seves estadístiques com a entrenador de l'NBA:
| Equip             | Any     | Temporada regular | Temporada regular | Temporada regular | Temporada regular    | Desempats                        |
| Equip             | Any     | PJ                | G                 | P                 | Final                | Resultat                         |
| ----------------- | ------- | ----------------- | ----------------- | ----------------- | -------------------- | -------------------------------- |
| Rochester Royals  | 1955-56 | 72                | 31                | 41                | 4r en Divisió Oest   | No classificat                   |
| Rochester Royals  | 1956-57 | 72                | 31                | 41                | 4r en Divisió Oest   | No classificat                   |
| Cincinnati Royals | 1958-59 | 72                | 33                | 39                | 2n en Divisió Aquest | Semifinalista de la Divisió Oest |
| Cincinnati Royals | 1959-60 | 18                | 3                 | 15                | Destituït            | -                                |